# Letzte Kaltzeit

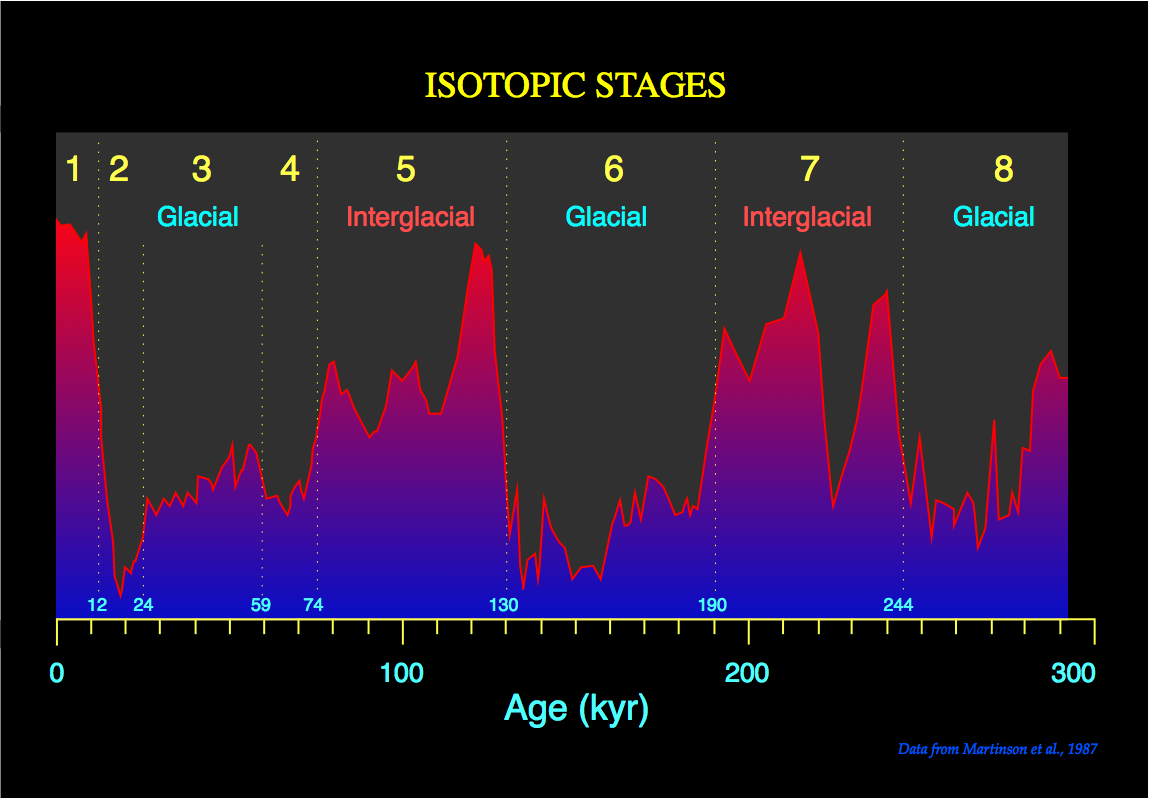
Sauerstoff-Isotopendaten der letzten 300.000 Jahre (nach Martinson et al.). Die Gegenwart ist links. Abschnitt 1 ist das Holozän. Die letzte Kaltzeit umfasst die Abschnitte (MIS) 2, 3, 4 und einen Teil von 5.

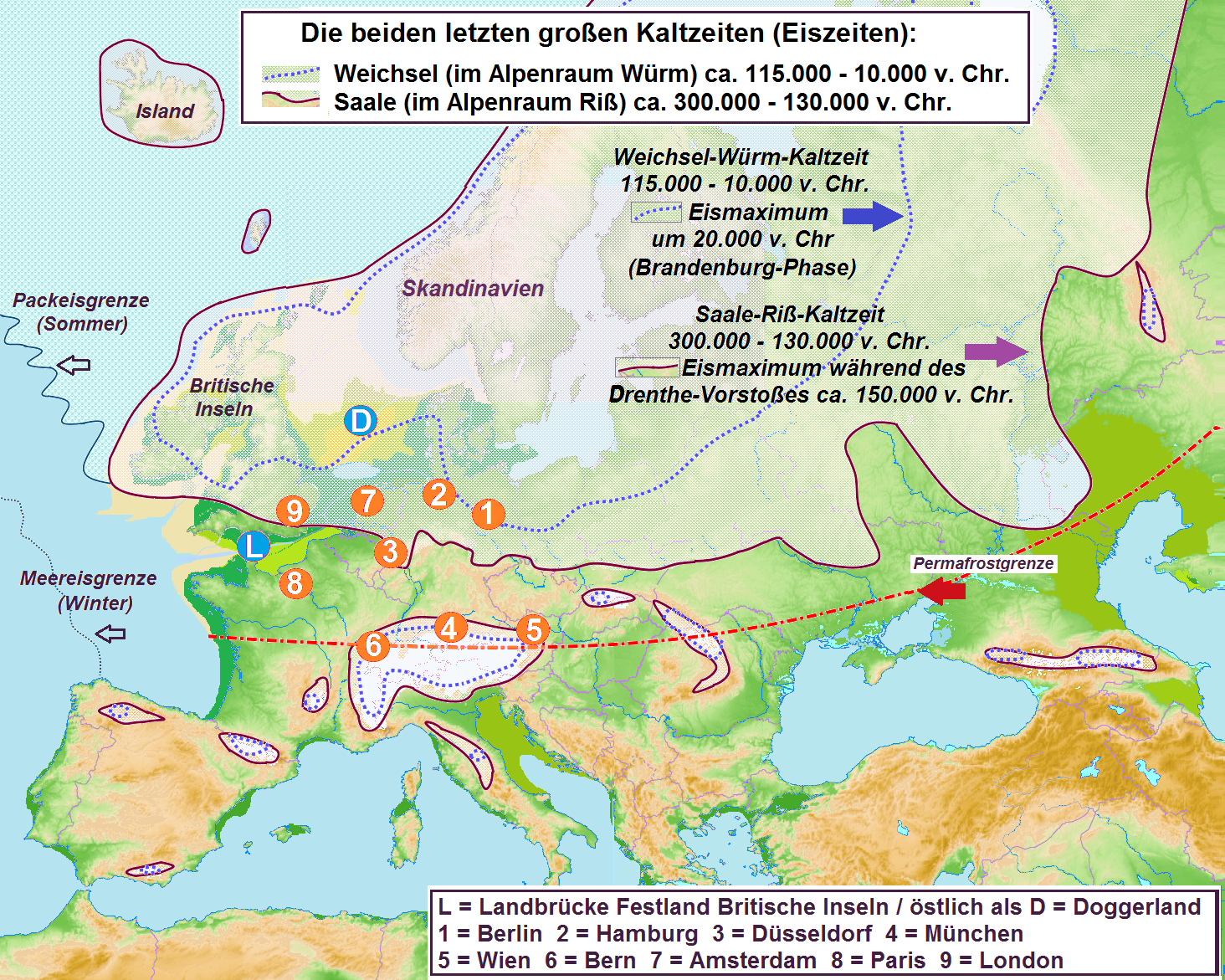
Kennzeichnend für das Jungpleistozän in Europa sind die Weichsel-/Würm-Kaltzeiten (hier im Vergleich zum älteren Saale/Riß-Komplex). Die Gletschervorstöße waren unterbrochen von wärmeren Perioden, in denen sich der Neandertaler über die Permafrostgrenze hinaus nach Norden und Nordosten ausbreitete. Ab etwa 40.000 v. Chr. besiedelte der ebenfalls aus Afrika eingewanderte Cro-Magnon-Mensch diese Gebiete.

Die letzte Kaltzeit, auch das letzte Glazial (oder, etwas mehrdeutig, die letzte Eiszeit) genannt, folgte im Jungpleistozän im Anschluss an die letzte Warmzeit vor der heutigen. Sie setzte vor etwa 115.000 Jahren ein und endete mit dem Beginn des Holozäns vor etwa 11.700 Jahren. In der letzten Kaltzeit kam es, wie auch schon in den Kaltzeiten davor, zu einer Abkühlung des Klimas auf der ganzen Erde, zu weiträumigen Vergletscherungen, zu großflächigen Überschwemmungen und zum Absinken des Meeresspiegels mit der Bildung von Landbrücken.
Der Begriff Eiszeit ist leicht mit dem des Eiszeitalters zu verwechseln und sollte daher besser vermieden werden.
- Eiszeitalter sind längere Phasen der Erdgeschichte, in denen die Polargebiete der Erde vergletschert sind, wie es aktuell der Fall ist. Derzeit herrscht das Känozoische Eiszeitalter.
 Kürzere Klimaschwankungen innerhalb von Eiszeitaltern werden als Kaltzeiten und Warmzeiten bezeichnet.
  - Warmzeiten innerhalb eines Eiszeitalters, in denen sich kontinentale Eisschilde vollständig aus den gemäßigten Breiten zurückziehen, nennt man auch Interglaziale. Derzeit herrscht ein solches Interglazial, das Holozän.
  - Kaltzeiten mit umfangreichen Vergletscherungen der Kontinente in den gemäßigten Breiten nennt man auch Glaziale. In der Allgemeinsprache werden sie oft Eiszeiten genannt.
    - Das Ende der letzten Kaltzeit bzw. des letzten Glazials markierte somit den Beginn der gegenwärtigen Warmzeit bzw. des gegenwärtigen Interglazials innerhalb des noch immer andauernden Eiszeitalters.[1]

Die letzte Kaltzeit umfasste rund 100.000 Jahre, innerhalb dieser Zeitspanne gab es wiederum kurzzeitige Wärmephasen (Interstadiale) zwischen Kältephasen (Stadiale). Die Gletscher rückten wiederholt vor und zogen sich mehrmals zurück, und die Flora und Fauna folgte den Schwankungen entsprechend. Viele Arten, die in polaren und borealen Klimata nicht überleben konnten, fanden zeitweise neue Habitate in Refugien wärmerer Regionen. Das letzte glaziale Maximum (Last Glacial Maximum, LGM) herrschte vor etwa 21.000 bis 18.000 Jahren. Obwohl sich die zeitlichen Verläufe der Temperaturen und Vergletscherungen weltweit ähneln, gibt es von Kontinent zu Kontinent Unterschiede in den Details.
Weite Landschaften der Erde sind noch heute von den Nachfolgen der Vergletscherungen dieser Kaltzeit geprägt.

## Regionale Bezeichnungen
Geologen arbeiten traditionell regionsbezogen und benennen daher Kaltzeiten nicht als globale Klima- und Zeitabschnitte, sondern bezogen auf eine bestimmte Region, in der sie nachweisbar sind. Dies ist insbesondere für die letzte Kaltzeit der Fall. Die Kaltzeit hat daher in den verschiedenen Regionen der Erde verschiedene Namen. Im Alpenraum wird sie als Würm-, in Nord- und Mitteleuropa als Weichsel-, in Osteuropa als Waldai-, in Sibirien als Zyryanka-, auf den Britischen Inseln als Devensian-, in Irland als Midlandian-, in Nordamerika als Fraser-, Pinedale-, Wisconsin- oder Wisconsinan-, in Venezuela als Mérida-, in Chile als Llanquihue- und in Neuseeland als Otira-Kaltzeit bezeichnet. Die jeweiligen regionalen Ausprägungen der Kaltzeit werden entsprechend individuell definiert und datiert und werden auch in individuelle Unterabschnitte sowie Stadiale und Interstadiale untergliedert.
Setzt man das Ende des Pleistozäns beziehungsweise den Beginn des Holozäns mit dem Ende der letzten Kaltzeit gleich, so liegt es bei etwa 11.700 Jahren b2k (vor dem Bezugsjahr 2000), mit einer Unsicherheit von 99 Jahren, basierend auf dem stratigraphischen Referenzprofil für die Untergrenze des Holozäns.

## Überblick

### Klima
Die globalen Temperaturen sanken in der letzten Kaltzeit um mehrere Kelvin gegenüber der Eem-Warmzeit davor. Es wird angenommen, dass die Abkühlung in hohen Breitengraden stärker ausfiel als in Äquatornähe. Gleichzeitig wurde das Klima trockener, weil die Niederschlagsmengen abnehmen, wenn bei Kälte weniger Wasser verdunstet.
Im Alpenvorland waren die Jahresmitteltemperaturen in der Würm-Kaltzeit etwa 10 K niedriger als heute. Die globale Durchschnittstemperatur lag im LGM etwa 6 K niedriger als heute.
Aufgrund der Gaseinschlüsse in polarem Eis weiß man, dass die atmosphärische Konzentration der Treibhausgase Kohlendioxid (CO2) 70 % und Methan (CH4) 50 % des vorindustriellen Wertes betrug (CO2 im LGM: 200 ppmv, vorindustriell: 288 ppmv, heute (2017): 405 ppmv; CH4 im LGM: 350 ppbv, vorindustriell: 750 ppbv, heute: 1850 ppbv).

#### Isotopenstadien
Die Warm- und Kaltzeiten sind anders definiert als die Isotopenstadien nach der marinen Sauerstoff-Isotopen-Stratigrafie (MIS). Daher fällt der Beginn der letzten Kaltzeit in die Mitte des Wärme-Isotopenstadiums „MIS 5“. Es folgte das Kälte-Isotopenstadium „MIS 4“, dessen Beginn auf vor ca. 71.000 Jahren (nach Aitken & Stokes) bzw. vor 74.000 Jahren (nach Martinson et al.) datiert wird. Dann erwärmte sich das Klima wieder leicht („MIS 3“, Beginn vor ca. 60.000 Jahren); diese Phase war jedoch nicht warm genug, um als Warmzeit zu gelten. Schließlich folgte eine noch stärkere Abkühlung („MIS 2“, Beginn vor ca. 24.000 Jahren), in der dann das letzte glaziale Maximum liegt. Der Temperaturanstieg am Ende der letzten Kaltzeit erfolgte deutlich rascher.

#### Abrupte Klimaschwankungen
Innerhalb der letzten Kaltzeit sind verschiedene abrupte Klimaschwankungen nachweisbar. Über ihre Ursachen und Periodizitäten, und inwieweit sie nicht nur die nördliche, sondern auch die südliche Hemisphäre betreffen, gibt es verschiedene Theorien, aber noch keinen Konsens.
Die 1988 entdeckten Heinrich-Ereignisse zeigen sich in Sedimentbohrkernen des nordatlantischen Ozeans. Sie markieren Wärmeereignisse, bei denen Gletscher und Eisberge schmolzen und sich das in diesem Eis enthaltene Sediment kontinentalen Ursprungs am Meeresboden ablagerte. Sechs bis sieben solcher Heinrich-Ereignisse sind bekannt.
Die Dansgaard-Oeschger-Ereignisse zeigen sich vor allem in Eisbohrkernen aus Grönland. Sie stellen sich in der nördlichen Hemisphäre als Perioden schneller Erwärmung (innerhalb weniger Jahrzehnte um mehrere Kelvin) gefolgt von einer langsamen Abkühlung (innerhalb einiger Jahrhunderte) dar. 23 solcher Ereignisse wurden für den Zeitraum 110.000 bis 23.000 BP gefunden. Zwischen diesen und den Heinrich-Ereignissen scheint ein Zusammenhang zu bestehen.
Vor etwa 74.000 Jahren führte der letzte Ausbruch des Supervulkans Toba zu einer Abkühlung um mehrere Kelvin und einer dramatischen Klimaänderung (Vulkanischer Winter). Der Toba-Katastrophentheorie zufolge soll sich danach die Population des Homo sapiens auf wenige tausend Individuen reduziert haben. Dies könnte die geringe genetische Vielfalt des heutigen Menschen erklären („Genetischer Flaschenhals“ genannt).

### Vegetation

Vegetation während des letzten glazialen Maximums

Die Vegetation auf der Erde änderte sich der Klimaveränderung entsprechend. Weite Gebiete des nicht von Eis bedeckten Landes wurden zu Steppe und Tundra, (Kälte-)Wüsten und Grasland. Die Waldgebiete und auch die tropischen Regenwälder gingen zurück.

### Tierwelt

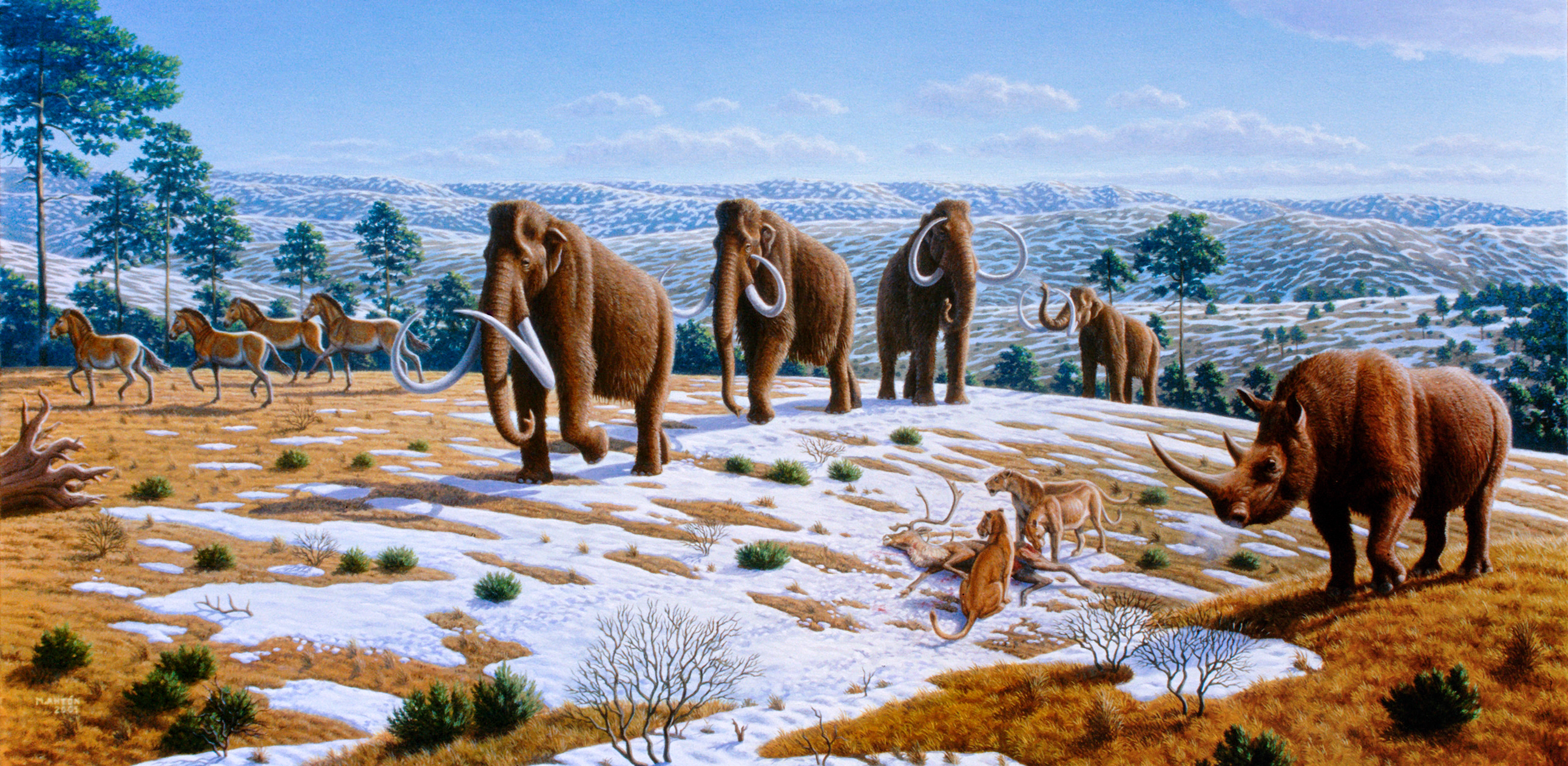
Die Fauna Nordspaniens während der letzten Kaltzeit: Pferde, Wollhaarmammuts, ein Wollnashorn und Höhlenlöwen am Kadaver eines Rens. Illustration von Mauricio Antón.

Charakteristisch für die Fauna der letzten Kaltzeit waren Großtiere (Megafauna), insbesondere große Säugetierarten, aber auch Vögel, die heute ausgestorben sind.
In Eurasien lebten Mammuts, Mastodonten, Saigas, Riesenhirsche, Säbelzahnkatzen, Höhlenlöwen, Höhlenhyänen und Höhlenbären. In Nordamerika gab es weitere Arten wie Präriemammuts, das Amerikanische Mastodon, Helm-Moschusochsen, Buschochsen (Euceratherium), Riesenfaultiere und Riesengürteltiere. In Australien lebten nashorngroße Beuteltiere wie der Diprotodon und der Zygomaturus, der Beuteltapir Palorchestes, der Beutellöwe Thylacoleo carnifex, das Riesenrattenkänguru Propleopus, riesige Wombats, bis zu drei Meter hohe Riesenkängurus, der große flugunfähige Vogel Genyornis und der riesige Waran Megalania.
Während und vor allem am Ende der letzten Kaltzeit kam es zum Aussterben vieler dieser Arten. Das kann entweder mit den Umweltveränderungen, der Überjagung durch den Menschen oder einer Kombination beider Ursachen erklärt werden.

### Vergletscherungen

Gletscherspuren

Die Vergletscherungen der letzten Kaltzeit bedeckten das nördliche Eurasien und Nordamerika mit riesigen Eisschilden, die zum Teil mehrere Kilometer dick waren. Während heute etwa 10 % der Landfläche der Erde von Gletschereis bedeckt sind, waren es in der letzten Kaltzeit 32 % der Landfläche.
Der Fennoskandische Eisschild (auch als Skandinavisches Inlandeis bezeichnet) bedeckte Nordeuropa, der angrenzende Barents-Kara-Eisschild Teile Nordasiens. Der Laurentidische Eisschild und der Kordilleren-Eisschild bedeckten große Teile Nordamerikas. Auf der Südhalbkugel bedeckte der Patagonische Eisschild den Süden Südamerikas. Antarktika blieb unter dem Antarktischen Eisschild, von dem es noch heute bedeckt ist.
Auch die großen Gebirge waren vergletschert, insbesondere die Alpen, der Himalaya und die Anden. Ihre Gletscherzungen vereinigten sich zu großen Gletscherflächen und schoben sich weit ins Vorland hinein. Gletscher gab es auch in den Höhenzügen Afrikas, auf Japan, Taiwan, Tasmanien und Neuseeland. Ob auch das Hochland von Tibet vergletschert war, ist umstritten.
Die Gletscher der Alpen strömten in das Alpenvorland und vereinigten sich zu einem Eisstromnetz. Lediglich die höchsten Gipfel ragten noch aus diesem hervor.
Das gewaltige Gewicht der Eisschilde drückte die Lithosphäre nach unten. Durch das Abschmelzen der Gletscher hoben sich diese Gebiete wieder an, ein Prozess, der als postglaziale Landhebung bezeichnet wird und bis heute andauert.
Heute noch sichtbare Relikte der Vergletscherungen sind „flachgehobelte“ Terrains mit Sümpfen, großen Seen, Seenplatten, Flachmeere, Moränen, Schotterfelder/Sander, Urstromtäler und Gletscherrandseen. Siehe auch Glaziale Serie.

### Winde
Die Vergletscherungen der Kaltzeit führten in der Nähe der Gletscherränder zu starken trocken-kalten Fallwinden durch die von ihnen herabströmenden kalten Luftmassen. Diese Winde transportierten große Mengen loses Sediment von Flächen mit geringer Vegetationsdecke fort, welches sich dann anderswo zu Löss anhäufte.
Es gab auch mehr Binnendünen und Sanddünen als heute. Ein Relikt dessen ist beispielsweise die Region Sandhills im heutigen US-Bundesstaat Nebraska.

### Überschwemmungen
Die letzte Kaltzeit war trotz der geringeren Niederschläge auch von großen Überschwemmungen geprägt. Mehrere Flüsse Nordasiens, die in den Arktischen Ozean entwässern, konnten aufgrund des ihnen entgegenkommenden Eisschildes nicht mehr abfließen und bildeten riesige Eisstauseen. Der größte dieser Seen, der Westsibirische Gletschersee, entstand im Westsibirischen Tiefland bei den Strömen Ob und Jenissei und erstreckte sich über etwa 1500 km von Nord nach Süd und ebenso weit von West nach Ost. Westlich des Urals gab es einen Eisstausee in der Region der heutigen Republik Komi sowie einen im heutigen Weißen Meer. Mit dem Rückgang des skandinavischen Gletschers entstand und vergrößerte sich der Baltische Eisstausee. Über drei Zwischenphasen (Yoldia-Meer, Ancylussee, Littorinameer) entstand die heutige Verbindung dieses Wasserkörpers zum Weltmeer, Salzwasser strömte ein und es entstand die heutige Ostsee.
Auch Binnenseen wie das Kaspische Meer und der Aralsee stiegen signifikant im Wasserspiegel an und vergrößerten sich auf rund das Doppelte ihrer heutigen Fläche. Es wird vermutet, dass das Kaspische Meer so weit anstieg, dass es über die Aralo-Kaspische Niederung mit dem Aralsee und über die Manytschniederung mit dem Schwarzen Meer (das während der Kaltzeit ein Süßwassersee ohne Verbindung zum Mittelmeer war) zu einem einzigen riesigen Wasserkörper verbunden war. Möglicherweise entwässerte sich sogar der Westsibirische Gletschersee über die Kette Aralsee – Kaspisches Meer – Schwarzes Meer bis in das Mittelmeer. Wie die Kaspische Robbe und die Baikalrobbe in die Binnenseen gelangten, ist ungeklärt und ließe sich durch die Hypothese einer Wasserverbindung zwischen Arktischem Ozean und diesen Seen erklären.
Am Ende der Kaltzeit ereigneten sich in den verschiedenen Regionen der Erde katastrophale Überflutungen. Diese werden auch Gletscherläufe genannt, wenn der Damm eines Eisstausees bricht. Zu den größten dieser Ereignisse zählen die Missoula-Fluten in Nordamerika mit dem Abfließen des Eisstausees Lake Missoula. In Asien gab es eine Serie verheerender Gletscherläufe in ähnlicher Größenordnung, die Altai-Fluten in der heutigen Republik Altai. Weitere große Überflutungen waren die des Lake Bonneville (im heutigen Utah) (Bonneville-Flut), bei den Großen Seen, die ebenfalls kaltzeitliche Relikte sind, und nordöstlich davon, im Champlainmeer, wo Meerwasser weit ins Landesinnere eindrang, welches zuvor vom Eisschild niedergedrückt wurde.

### Meeresspiegel

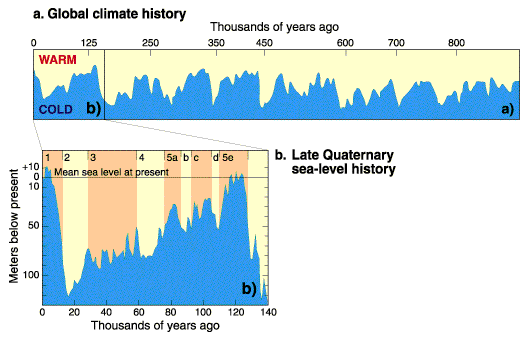
Der Meeresspiegel im Quartär (die Gegenwart ist links)

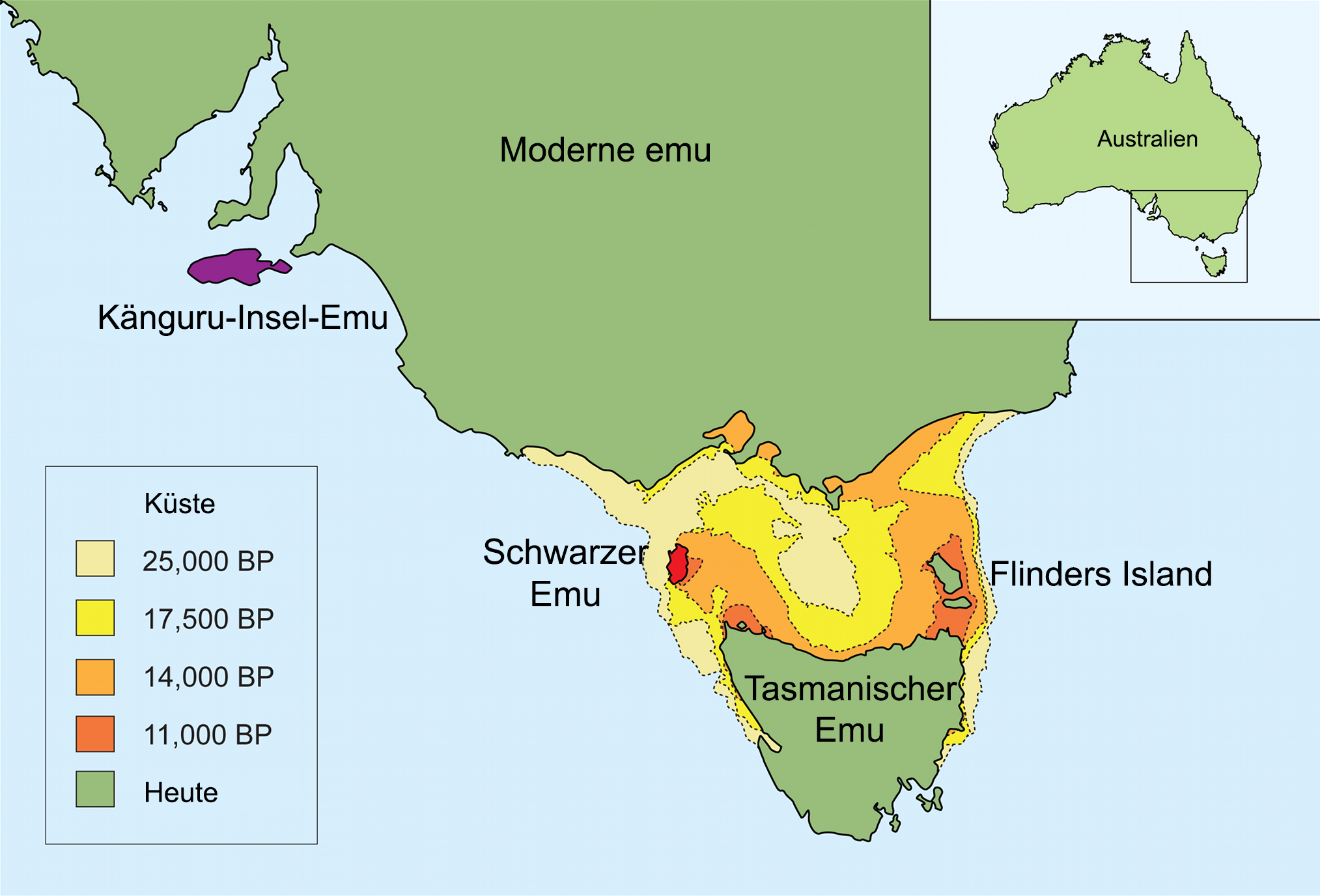
Beispiel: Küstenlinienverlauf zwischen Australien und Tasmanien während der letzten Kaltzeit

Aufgrund der gewaltigen Wassermassen, die in den Eisschilden gebunden waren, sank während der letzten Kaltzeit der Meeresspiegel auf mehr als 100 Meter unter den heutigen Stand ab. Schelfmeere wie die Nordsee fielen in weiten Teilen trocken. Dadurch vergrößerte sich die Landfläche der Kontinente und Inseln und es entstanden Landbrücken, die es Tieren und Menschen ermöglichten, Gebiete zu erreichen, die später durch den ansteigenden Meeresspiegel wieder voneinander getrennt wurden.
Die Landbrücke Beringia verband Asien mit Nordamerika und ermöglichte so die Besiedlung Amerikas. In Europa gab es eine Landbrücke zwischen den Britischen Inseln und dem europäischen Festland, die im Bereich der Nordsee Doggerland genannt wird. Zum tiefsten Meeresspiegelstand waren viele der heutigen Mittelmeerinseln mit dem Festland verbunden.
Im Asien-Pazifik-Raum gab es eine südostasiatische Landbrücke bis zum Westteil Indonesiens (Sunda), und eine weitere Landbrücke, die Neuguinea, Australien und Tasmanien zu einem Landgebilde verband (Sahul). Es gab jedoch keine Landverbindung zwischen Sunda und Sahul, sondern eine Trennung, die heute noch anhand der Wallace-Linie erkennbar ist. Daher muss der Mensch einen Weg gefunden haben, das Meer zu überqueren, um von Asien nach Australien zu gelangen.
Der Persische Golf und der Golf von Suez fielen in der letzten Kaltzeit trocken. Indien und Sri Lanka waren vermutlich über die Adamsbrücke verbunden.
Mit dem Sinken des Meeresspiegels bildeten sich auch neue Inseln mitten im Ozean, so zum Beispiel das Maskarenen-Plateau östlich von Madagaskar, welches heute in 8 bis 150 Meter Wassertiefe liegt.

## Der Mensch in der letzten Kaltzeit

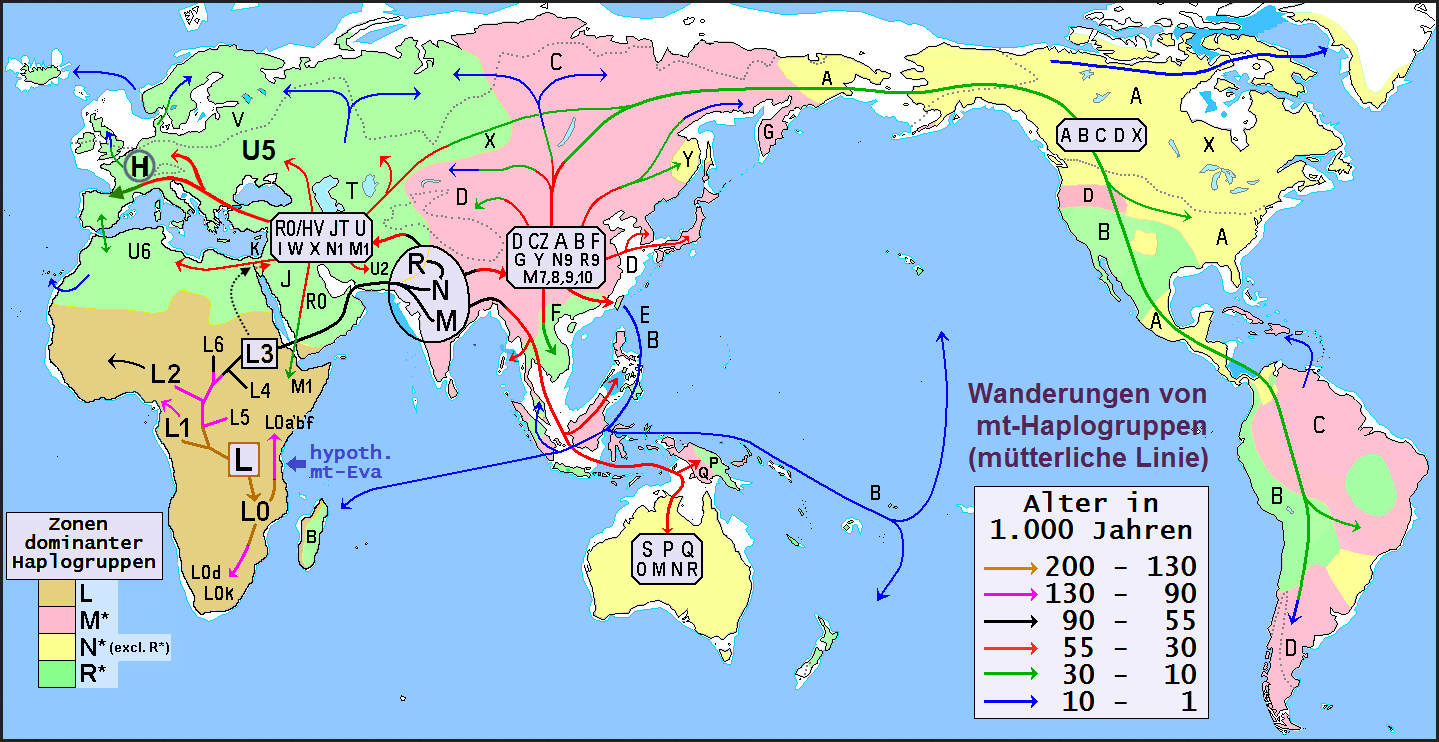
Die Ausbreitung des Menschen

Der als Jäger und Sammler lebende, anatomisch moderne Mensch (Homo sapiens) breitete sich in dieser Kaltzeit – aus Afrika kommend – über alle Kontinente der Erde (mit Ausnahme Antarktikas) aus. Hingegen starb der Neandertaler, der den europäischen Raum in der Eem-Warmzeit besiedelt hatte, in der letzten Kaltzeit vor ungefähr 27.000 Jahren aus. Vor etwa 17.000 bis 12.000 Jahren entstanden in Kleinasien erste sesshafte Gesellschaften, die Ackerbau und Viehhaltung betrieben (Neolithische Revolution). Aus Sicht der Archäologie fällt die letzte Kaltzeit in die Altsteinzeit (Paläolithikum). Der Beginn der Kaltzeit liegt etwa in der Mitte des Mittelpaläolithikums.
Die Zeit vom Beginn der Zuwanderung anatomisch moderner Menschen nach Europa (vor ca. 45.000 Jahren) bis zum Ende der letzten Kaltzeit (vor ca. 11.700 Jahren) wird als Jungpaläolithikum bezeichnet. Mit den archäologischen Sachquellen und der Kulturentwicklung des Menschen in dieser Epoche befasst sich die Ur- und Frühgeschichte.
Da sich der Mensch vor allem in Küstennähe aufhielt, liegen viele seiner Siedlungsplätze aus dieser Zeit heute unter dem Meeresspiegel und sind dadurch archäologisch nur schwer zugänglich.

### Afrika
Aus Fossilien und aus Erbgut-Analysen (Molekulare Uhr) kann abgeleitet werden, dass der anatomisch moderne Mensch bereits vor und zu Beginn der letzten Kaltzeit in Afrika lebte. Fossilien-Fundorte aus diesem Zeitraum sind Florisbad (Südafrika = „Homo helmei“), Eliye Springs (West Turkana, Kenia), Laetoli (Tansania) und Djebel Irhoud (Marokko).
Nordafrika war in der letzten Kaltzeit starken Vegetationsschwankungen unterworfen. Zu Beginn der Kaltzeit vor 120.000 bis 110.000 Jahren war die Sahara eine begrünte Savanne; dann wurde sie zur Wüste. Vor 50.000 bis 45.000 Jahren folgte eine weitere Savannen-Phase. Während des Höchststandes der letzten Kaltzeit dehnte sich die Sahara wieder als eine riesige Wüste noch weiter nach Süden aus als heute. Nach der Kaltzeit folgte eine weitere und bisher letzte fruchtbare Phase. Seither nimmt die Sahara wieder als größte Trockenwüste der Erde zu.

### Asien
Asien scheint in der letzten Kaltzeit zwei Besiedelungswellen des Menschen erfahren zu haben. Von der ersten Welle nimmt man an, dass der Mensch, aus Afrika kommend, vor etwa 60.000 Jahren über den Nahen Osten der Südküste Asiens bis Australien folgte. Hiervon gibt es aber praktisch keine Spuren.
In einer zweiten Besiedelungswelle, die vor etwa 40.000 Jahren begann, breitete sich der Mensch über Asien aus. Es sind 40.000 Jahre alte Spuren im Inneren Südostasiens belegt, vor 30.000 Jahren in China und vor 26.000 Jahren in Nordostasien.

### Australien

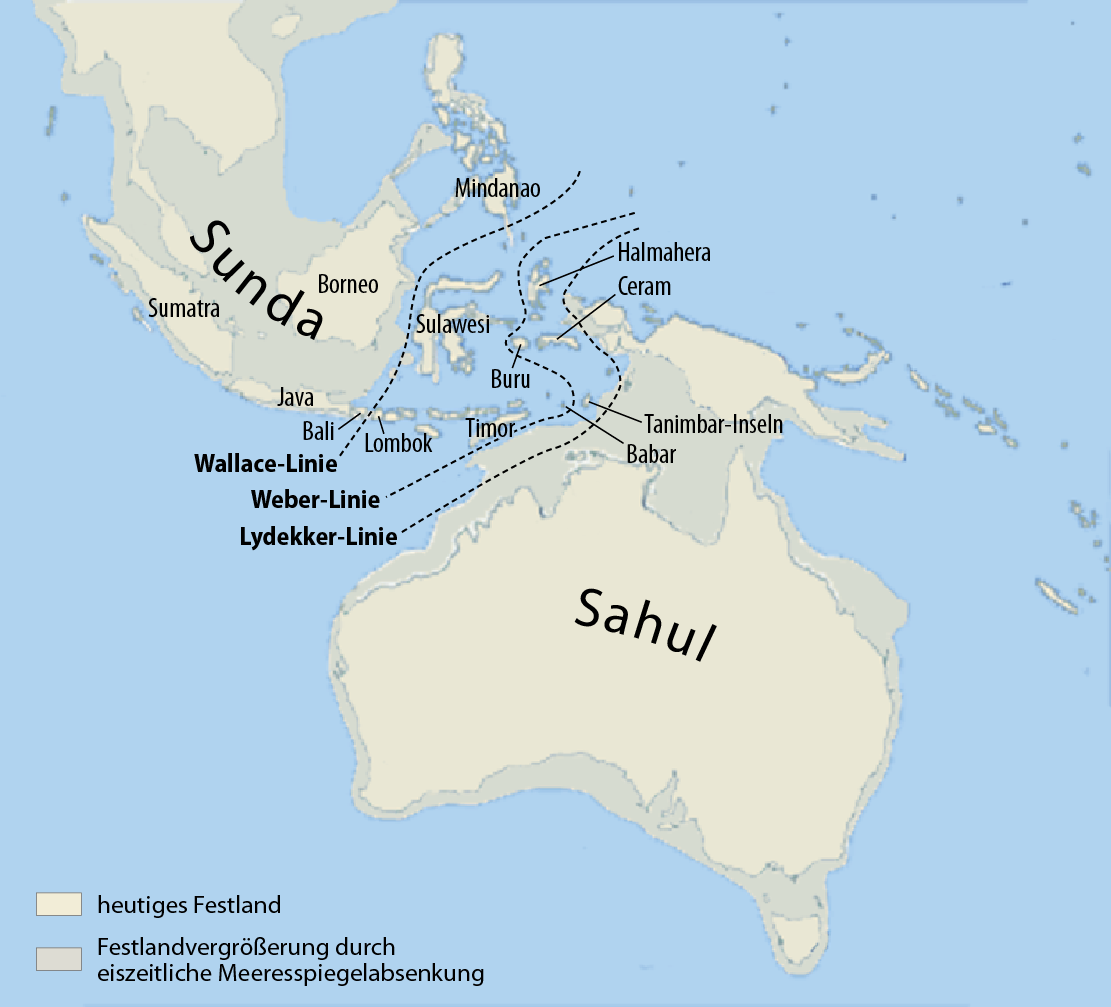
Sunda und Sahul während der letzten Kaltzeit

Vor etwa 50.000 bis 60.000 Jahren erreichte der Mensch Australien. Die ältesten menschlichen Überreste in Australien sind die von Mungo Man und Mungo Lady, die beide auf etwa 40.000 Jahre datiert werden. Andere Funde werden auf bis zu 60.000 Jahre geschätzt, diese Datierungen sind jedoch umstritten.

### Europa

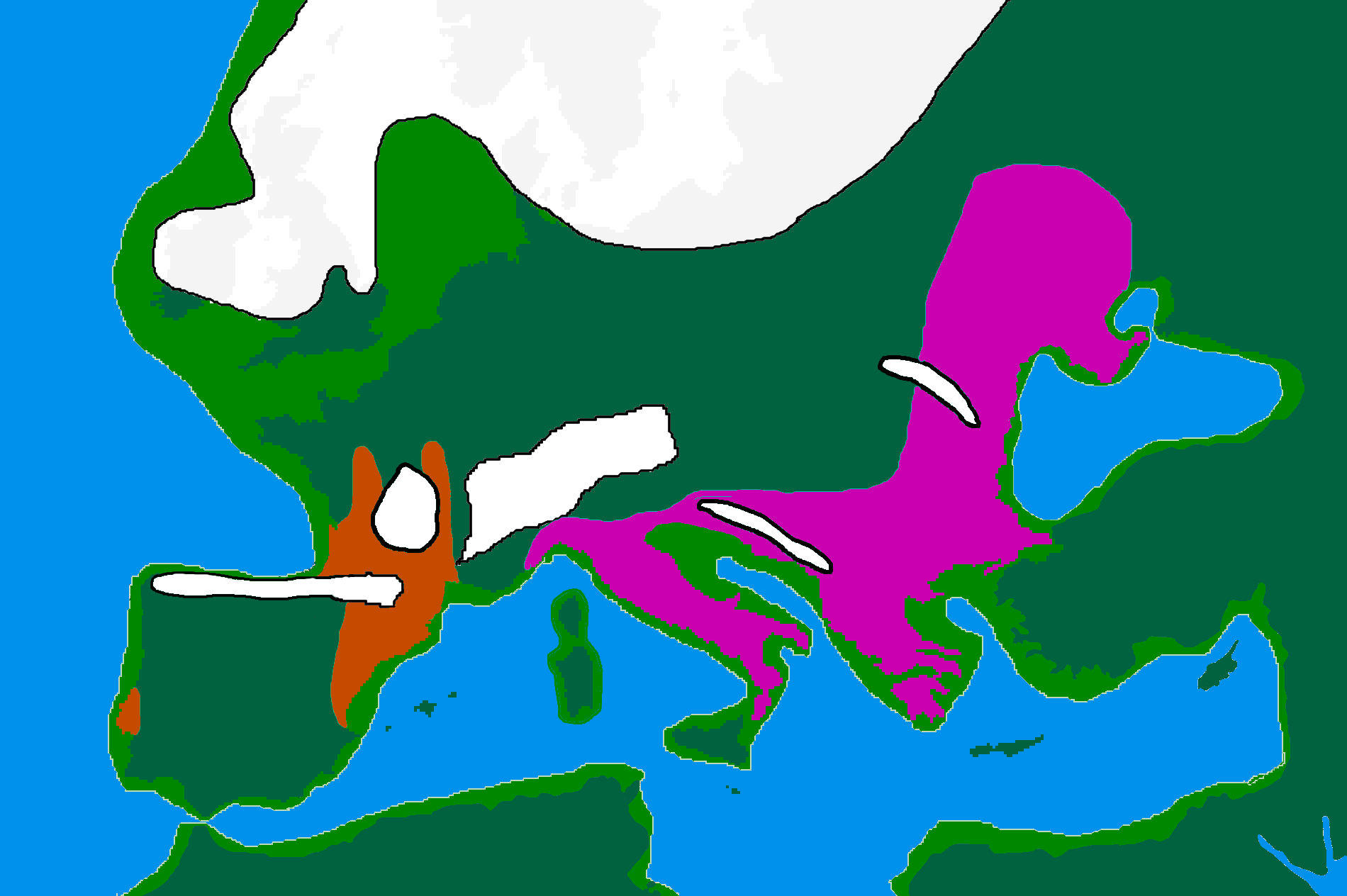
Europa vor 20.000 Jahren.
Solutréen-Kultur.
Epi-Gravettien-Kultur.

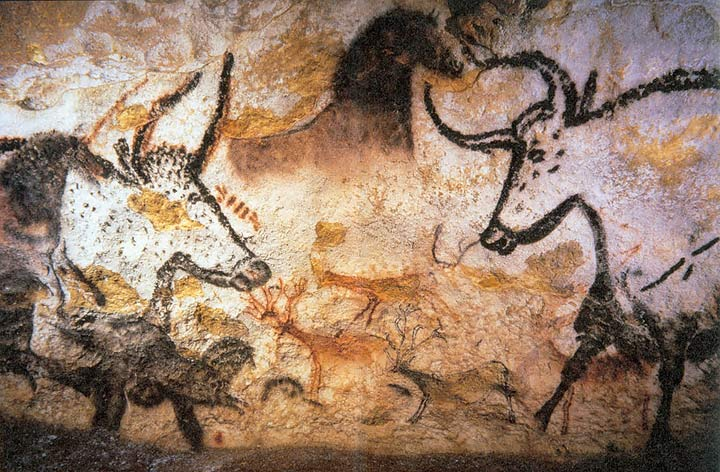
Malereien in der Höhle von Lascaux

Die ältesten archäologischen Kulturen in Europa sind die des Neandertalers.
Die älteste Kultur des Homo sapiens, in dieser Epoche auch als Cro-Magnon-Mensch bezeichnet, im europäischen Raum war die Aurignacien-Kultur. Sie bestand von ca. 45.000 Jahren bis etwa 31.000 Jahren vor heute. Sie überlappte sich mit der der Châtelperronien-Kultur, der letzten Kultur des Neandertalers.
Die wichtigste kaltzeitliche Kultur Europas war die darauf folgende Gravettien-Kultur. Ihre Spuren sind auf den Gebieten des heutigen Frankreichs, Süddeutschlands, Österreichs, Tschechiens, Polens und der Ukraine nachgewiesen und werden auf etwa den Zeitraum von vor 28.000 bis 22.000 Jahren datiert.
In Westeuropa folgte im Anschluss daran, während des letzten Kältemaximums von etwa vor 24.000 bis 20.000 Jahren, die Solutréen-Kultur. Etwa vor 15.000 Jahren gab es die Magdalénien-Kultur. Die letzten Kulturgruppen vor dem Holozän waren die Hamburger Kultur vor etwa 15.000 bis 14.000 Jahren, die Federmesser-Gruppen, auch als Azilien-Kultur bezeichnet, vor etwa 14.000 bis 13.000 Jahren, die Bromme-Kultur und die Ahrensburger Kultur (vor etwa 12.000 Jahren).
Siehe auch Frankokantabrische Höhlenkunst.

### Amerika
Nach heutigem Forschungsstand erfolgte die Besiedelung Amerikas durch Paläoindianer von Sibirien her über die Beringia-Landbrücke in mindestens drei Einwanderungswellen. Die erste und mit Abstand bedeutendste Welle war vor etwa 15.500 Jahren. Die zweite Welle brachte die Vorfahren der Na-Dené-, der Diné- und Apachen-Indianer. Mit der dritten Welle kamen die Vorfahren der Eskimos und Unungun.
Der Fundplatz Monte Verde in Chile gehört zu den ältesten Spuren menschlicher Besiedlung auf dem amerikanischen Kontinent. Am Ende der Kaltzeit vor etwa 11.000 bis 10.800 Jahren gab es mit der Clovis-Kultur die erste flächig verbreitete Kultur Amerikas.